# 中野坂上サンブライトビル
中野坂上サンブライトビル（なかのさかうえサンブライトビル）は、東京都中野区本町の中野坂上交差点の一角（南西角）にある高層ビルなどの複合施設の総称。住宅・都市整備公団（現：都市再生機構 UR）の施行による「中野坂上本町二丁目地区第一種市街地再開発事業」の一環で整備された。本項では地区南側に建てられたレジデンス中野坂上についても記載する。

## 概要
中野区は1986年4月に中野坂上地区約7.6haを「中野坂上地区整備基本計画」として提案し、また東京都（区部）都市再開発方針の中で、同地区は再開発促進地区（2号地区）に位置づけられ、再開発事業等による計画的で一体的なまちづくりが行われることになった。
これに則り、中野坂上本町二丁目地区の再開発は区および都から住宅・都市整備公団に対し施行要請がなされ、1989年9月に公団は中野坂上特定再開発事務所を開設。再開発事業に着手し、中野坂上サンブライトツインのほか、中野坂上サンブライトアネックス、中野坂上セントラルビル、レジデンス中野坂上およびコミュニティ広場などが整備され、1996年8月に全体が竣工している。なお北側の中野坂上中央二丁目地区ではアクロスシティ中野坂上（1994年竣工）、西側の中野坂上本町一丁目地区ではハーモニースクエア（1997年竣工）がそれぞれ市街地再開発組合の施行で整備され、当地区と併せた3地区で良好な都市環境づくりを目指した再開発が完了している。

## 各施設

### 中野坂上サンブライトツイン
30階建てと27階建てのビルがアトリウムで結ばれたツインビル。地下鉄出入り口と直結し、地下1階から地上3階までが商業施設となり、4階以上がオフィスフロアとなる。

#### テナント
オフィス
- 富士フイルムビジネスイノベーションジャパン
- 富士フイルムプリンティングシステムズ
- 協和キリンプラス
- ソニー生命保険 中野坂上本社
- エム・ユー・フロンティア債権回収
- CloverWorks
- Boundary
- 美峰
- ニフティライフスタイル

店舗
- メディカルモール（中野サンブライトクリニック、サンブライト歯科、牧野産婦人科、さかうえ整形形成外科）
- 丸亀製麺
- 華吉
- ドトールコーヒー
- ローソン
- ヴィ・ド・フランス
- 文教堂書店
- ミスターミニット
- 三井住友銀行中野坂上支店

### 中野坂上サンブライトアネックス
青梅街道沿いに立つ5階建てのビル。地下1階から3階までが商業施設、4階以上がオフィスとなる。

### レジデンス中野坂上
地区の南に位置する9階建ての住宅棟。総戸数44戸。

## アクセス
- 地下鉄丸ノ内線・都営大江戸線 中野坂上駅直結、アネックスビルは徒歩1分程度

## ギャラリー

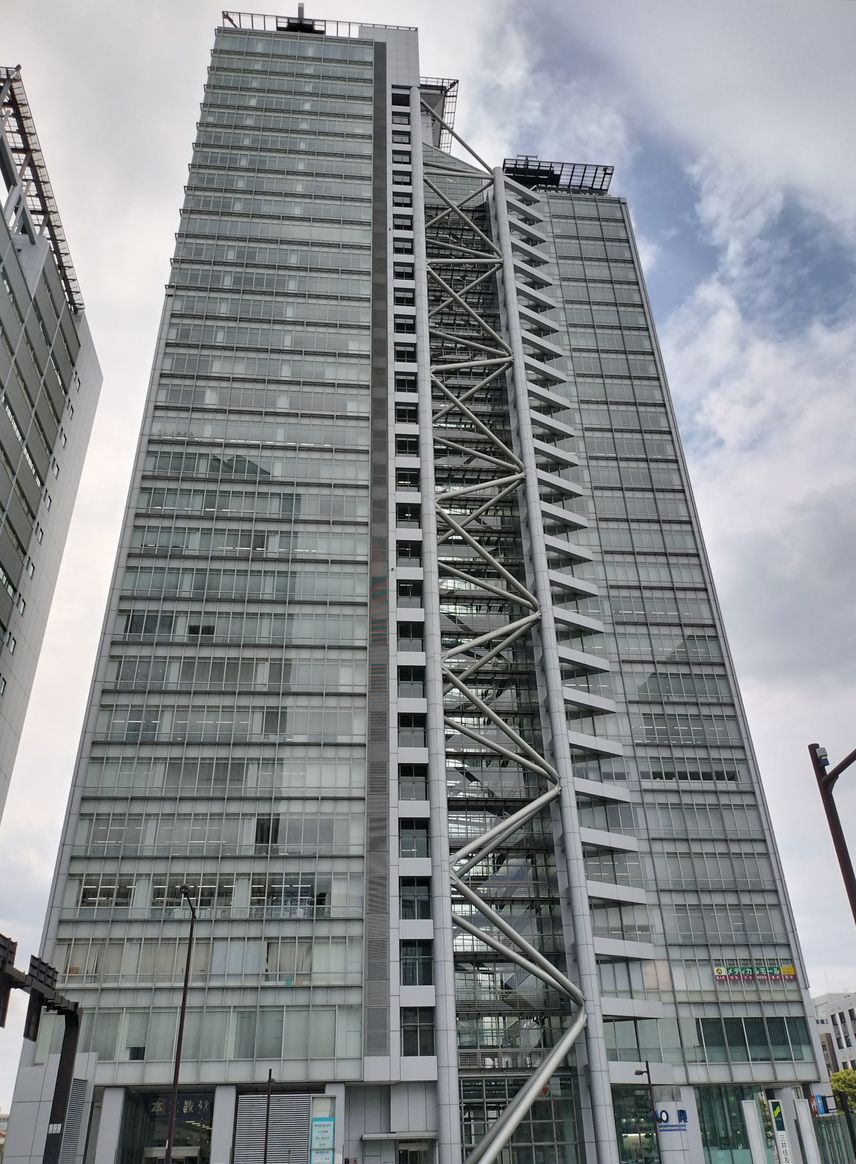
東側。南側と北側のビルが一体化している。
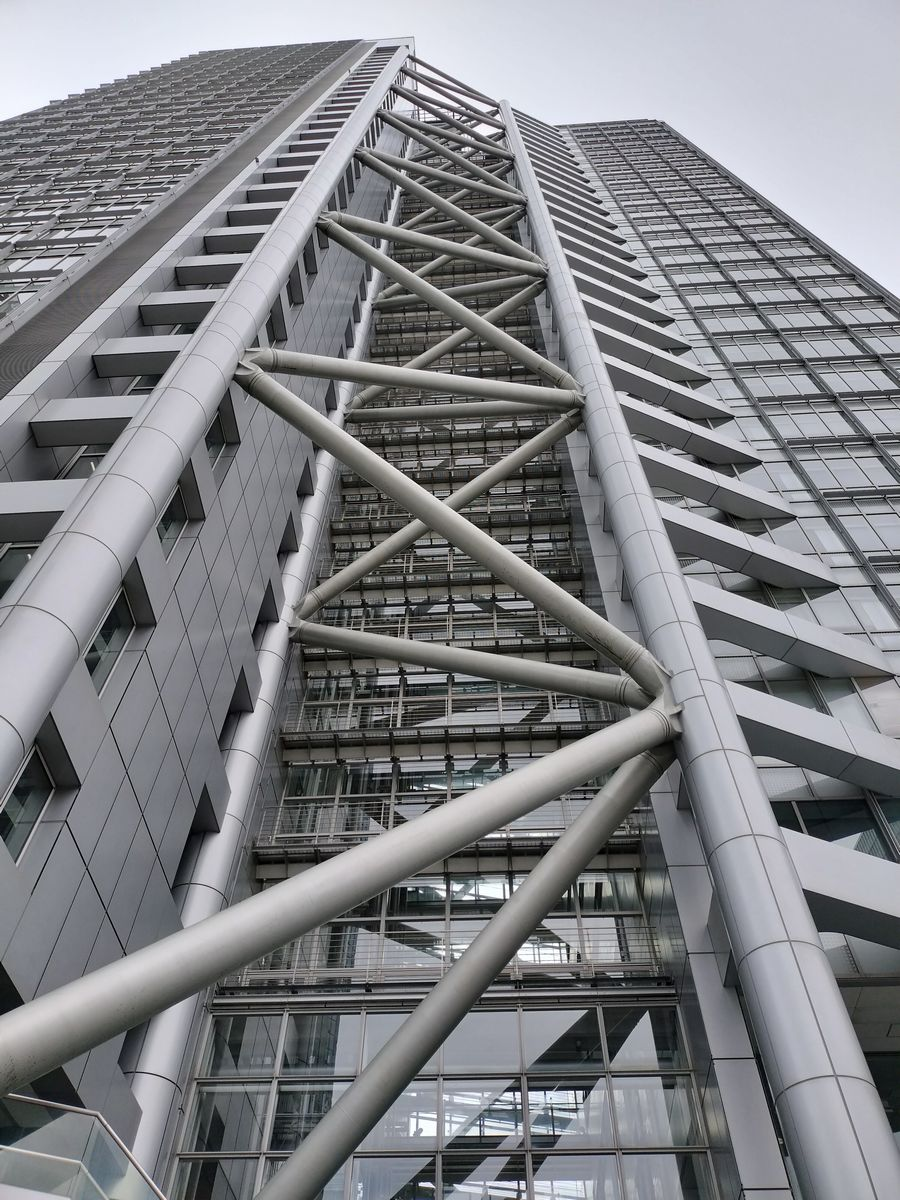
トラス構造が特徴的。
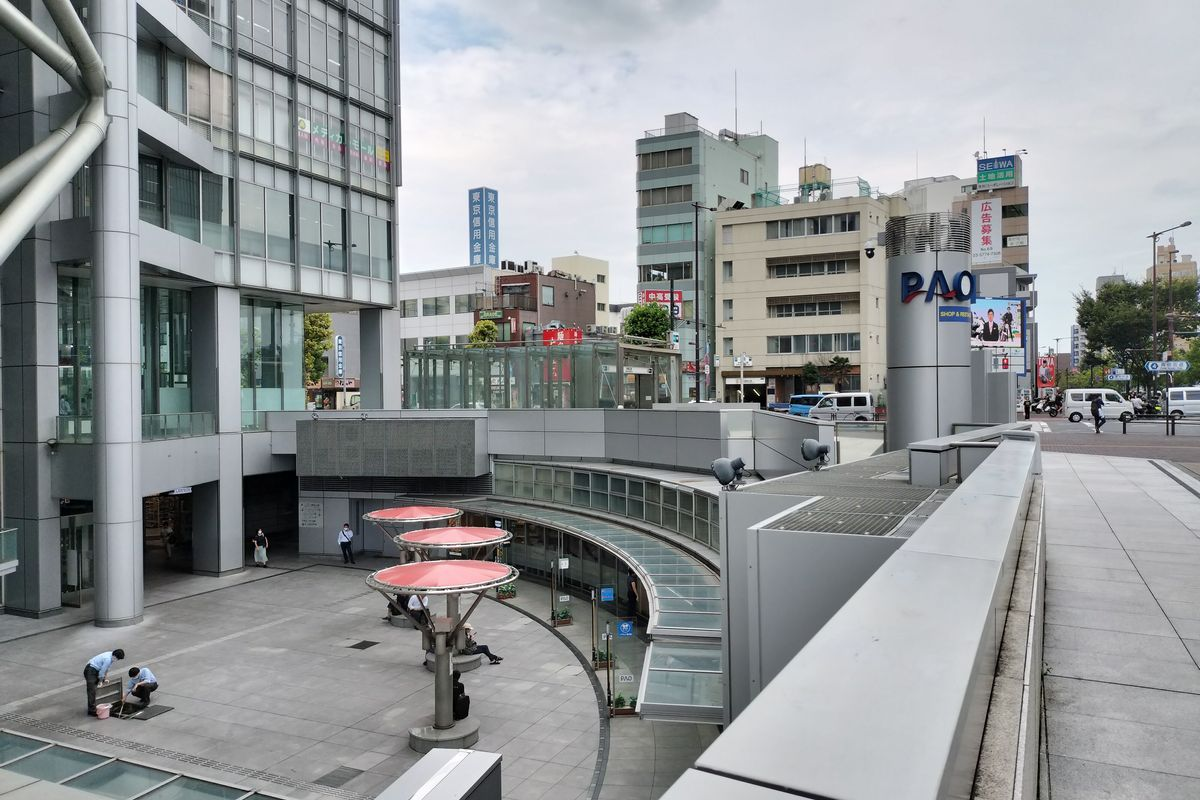
地下1階の吹き抜け。東京メトロの駅と直結している（手前が南）
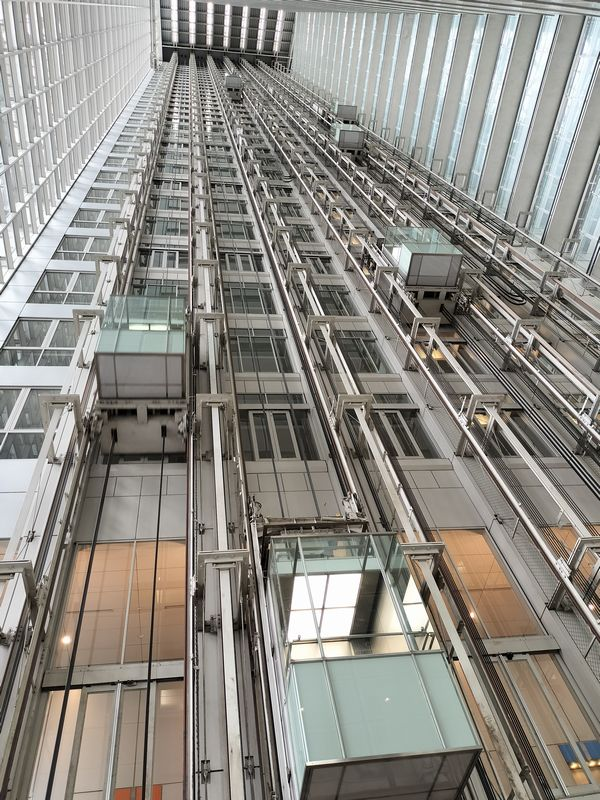
北側と南側の間はアトリウムになっている。壁面を6基のエレベーターが昇降している（右が西）。
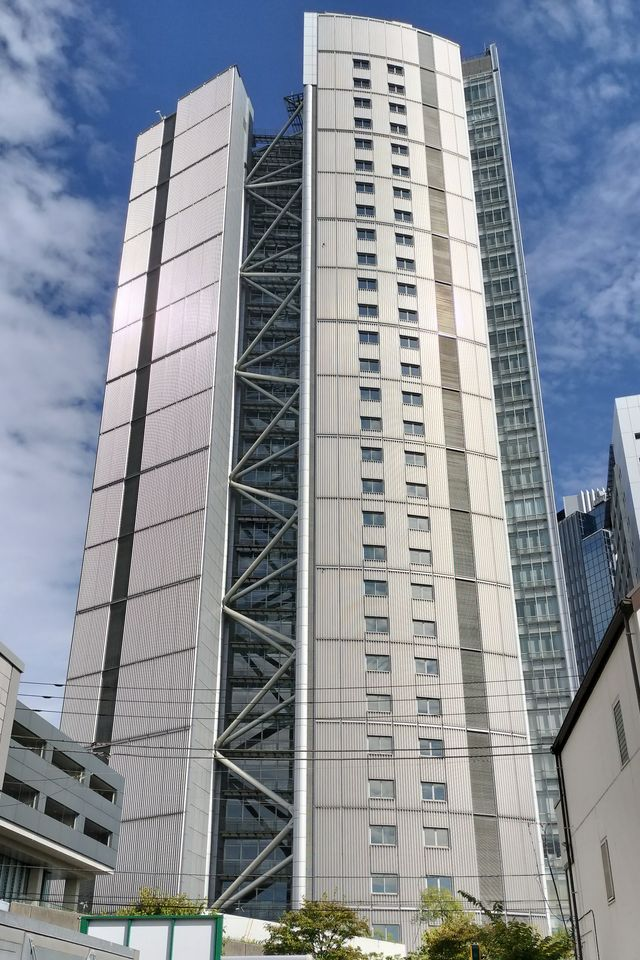
西側。
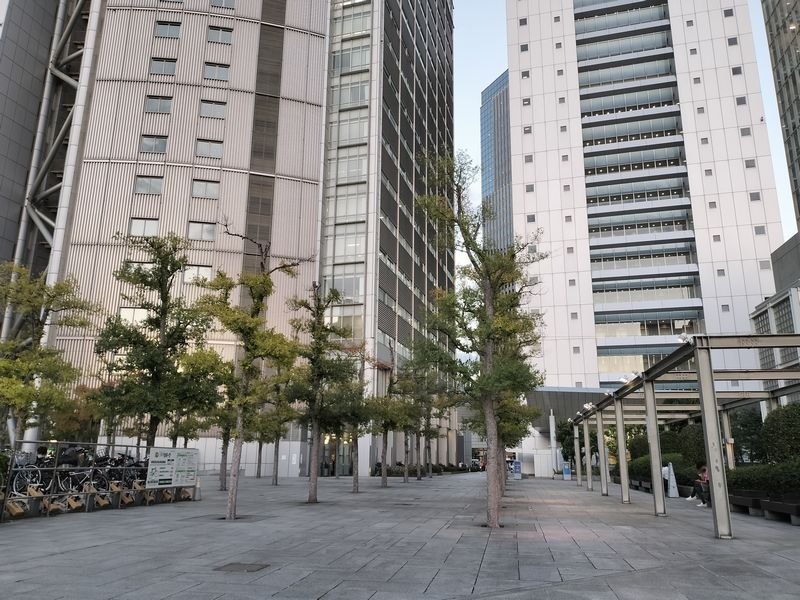
コミュニティ広場。右（南）は中野坂上セントラルビル。
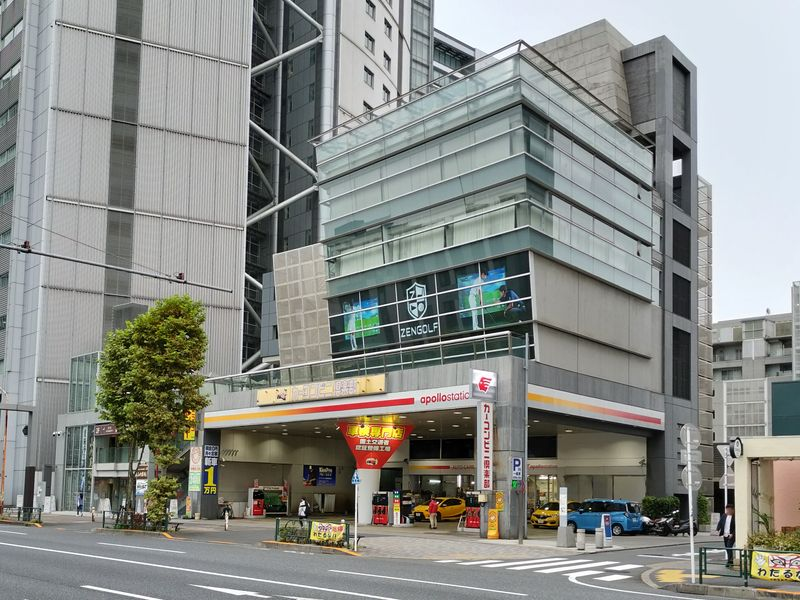
アネックス（北西より）
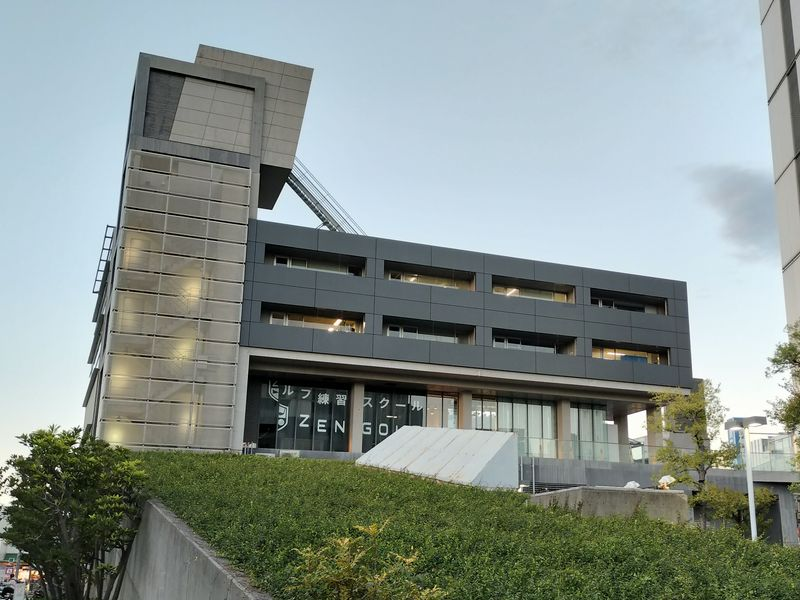
アネックス（南西より）
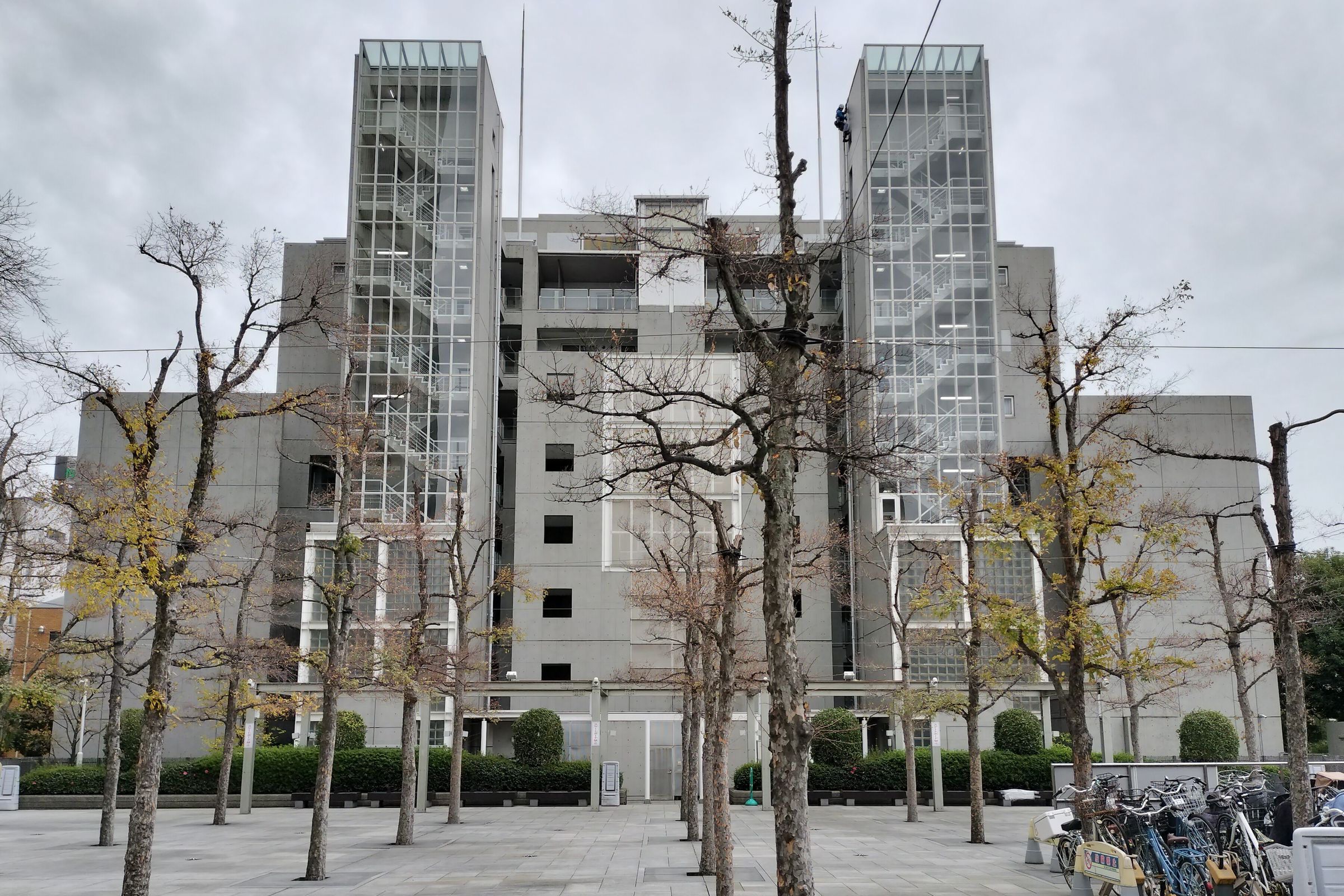
レジデンス中野坂上（手前はコミュニティ広場）
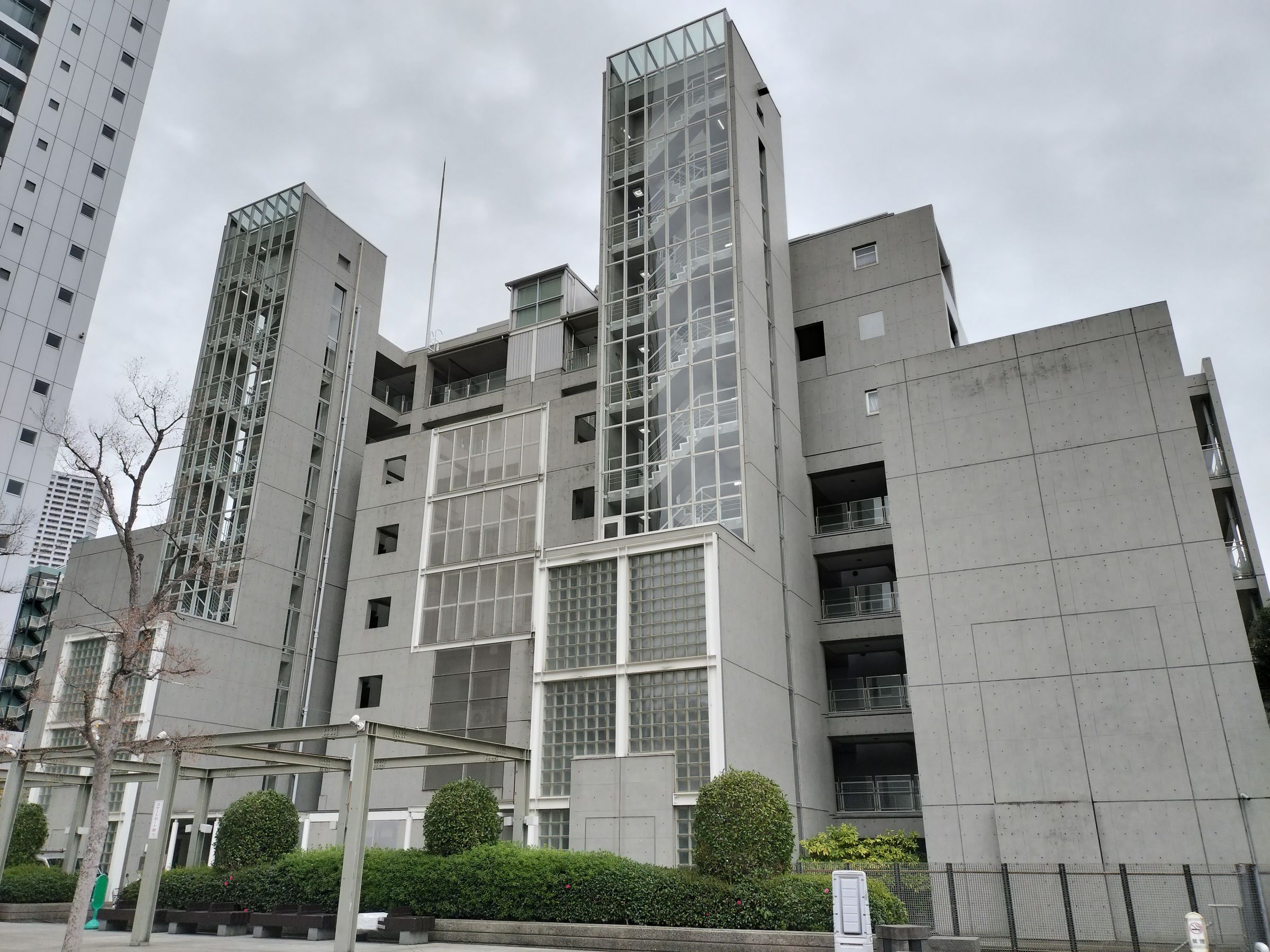
レジデンス中野坂上（左端はセントラルビル）